# Porioides
Porioides es un género de arañas araneomorfas de la familia Hahniidae. Se encuentra en Nueva Zelanda.

## Lista de especies
Según The World Spider Catalog 12.0:
- Porioides rima (Forster, 1970)
- Porioides tasmani (Forster, 1970)